# São José do Encoje
São José do Encoje (ou Encoge) é uma vila histórica do município de Ambuíla, na província do Uíge, em Angola.
Neste local foi erigido, em 1759, por forças portuguesas, o Forte de São José do Encoje.